# Ray William Johnson
Ray William Johnson, ameriški komik, * 14. avgust 1981, Oklahoma City, Oklahoma, Združene države Amerike.
Kot ustvarjalec zabavnih videoposnetkov je poznan je po hitrem vzponu s svojo internetno serijo =3 (Equals Three), s katero je začel aprila 2009 in v manj kot letu postal ena izmed najpopularnejših YouTube osebnosti. Pred časom je imel tudi blog imenovan »BreakingNYC«, v katerem je predstavljal življenje v New Yorku.